# Teogonia (novela ligera)
Teogonia (神統記?) es una serie de novelas ligeras japonesas escritas por Tsukasa Tanimai e ilustradas por Kouichiro Kawano. La serie comenzó a serializarse en el sitio web de publicación de novelas generadas por usuarios Shōsetsuka ni Narō en agosto de 2017. Posteriormente fue adquirido por Shufu a Seikatsu Sha, quien comenzó a publicarlo bajo el sello Comic PASH! de novela ligera del libro en marzo de 2018. 
Una adaptación de manga ilustrada por Shunsuke Aoyama comenzó la serialización en Shufu para Comic PASH! de Seikatsu Sha. sitio web en marzo de 2018. Se ha anunciado una adaptación de la serie de televisión de anime producida por Asahi Production se emitió en abril de 2025.

## Sinopsis
Kai se encuentra en el campo de batalla protegiendo a su aldea de semihumanos como los Simios Grises y los Hombres Cerdo que invaden tierras humanas. En una batalla con los hombres cerdo, Kai resultó fatalmente herido y recibió un regalo de Dios cuando se desvió hacia el valle. Por lo tanto, de repente recordó el "recuerdo de la vida pasada" y despertó un nuevo poder a través del recuerdo después de regresar sano y salvo a la aldea. A partir de entonces, Kai inicia una doble vida en el pueblo y en el valle.

## Personajes
Kai (カイ?)
 Seiyū: Mutsumi Tamura
Jose (ジョゼ Joze?)
 Seiyū: Kana Hanazawa
Orha (オルハ Oruha?)
 Seiyū: Yoshitsugu Matsuoka
Vegin (ヴェジン Vuejin?)
 Seiyū: Atsushi Miyauchi
Manso (マンソ?)
 Seiyū: Masaya Fukunishi
Elsa (エルサ Erusa?)
 Seiyū: Manaka Iwami
Alue (アルゥエ Arue?)
 Seiyū: Hana Tamegai
Polek (ポレック Porekku?)
 Seiyū: Hiroshi Naka
El Dios del Valle (谷の神 Tani no kami?)
 Seiyū: Banjō Ginga

## Contenido de la obra

### Novelas ligeras
La novela ligera fue escrito por Tsukasa Tanimai, Teogonia comenzó su serialización en el sitio web de publicación de novelas generadas por usuarios Shōsetsuka ni Narō el 7 de agosto de 2017. Más tarde, Shufu lo adquirió a Seikatsu Sha, quien comenzó a publicarlo con ilustraciones de Kouichiro Kawano bajo su sello Comic PASH!. Los libros se publicaron el 30 de marzo de 2018. Se publicaron tres volúmenes hasta junio de 2019. Durante su panel de Anime NYC 2019, J-Novel Club anunció que obtuvieron la licencia de las novelas ligeras para su publicación en inglés.
| Volúmenes de novelas ligeras publicadas | Volúmenes de novelas ligeras publicadas | Volúmenes de novelas ligeras publicadas |
| Número                                  | Fecha de lanzamiento                    | ISBN                                    |
| --------------------------------------- | --------------------------------------- | --------------------------------------- |
| 1                                       | 30 de marzo de 2018                     | ISBN 978-4-391-15169-5                  |
| 2                                       | 27 de julio de 2018                     | ISBN 978-4-391-15217-3                  |
| 3                                       | 28 de junio de 2019                     | ISBN 978-4-391-15279-1                  |

### Manga
Una adaptación de manga ilustrada por Shunsuke Aoyama comenzó a serializarse en el sitio web de Comic PASH!  de Shufu to Seikatsu Sha el 30 de marzo de 2018. Los capítulos del manga se han recopilado en once volúmenes de tankōbon a partir de abril de 2024.
| Volúmenes de manga publicados | Volúmenes de manga publicados | Volúmenes de manga publicados |
| Número                        | Fecha de lanzamiento          | ISBN                          |
| ----------------------------- | ----------------------------- | ----------------------------- |
| 1                             | 30 de noviembre de 2018       | ISBN 978-4-391-15255-5        |
| 2                             | 31 de mayo de 2019            | ISBN 978-4-391-15280-7        |
| 3                             | 25 de octubre de 2019         | ISBN 978-4-391-15412-2        |
| 4                             | 24 de abril de 2020           | ISBN 978-4-391-15457-3        |
| 5                             | 30 de octubre de 2020         | ISBN 978-4-391-15524-2        |
| 6                             | 7 de mayo de 2021             | ISBN 978-4-391-15595-2        |
| 7                             | 3 de diciembre de 2021        | ISBN 978-4-391-15596-9        |
| 8                             | 1 de julio de 2022            | ISBN 978-4-391-15777-2        |
| 9                             | 6 de enero de 2023            | ISBN 978-4-391-15911-0        |
| 10                            | 4 de agosto de 2023           | ISBN 978-4-391-16029-1        |
| 11                            | 5 de abril de 2024            | ISBN 978-4-391-16230-1        |

### Anime
El 5 de abril de 2024 se anunció una adaptación de la serie de televisión de anime. Será producida por Asahi Production y dirigida por Kunihiro Mori, con guiones escritos por Tomoyasu Okubo, personajes diseñados por Kouichiro Kawano y música compuesta por Kenji Fujisawa. La serie se emitió del 12 de abril al 28 de junio de 2025 en Tokyo MX y otras cadenas. STU48 interpretará el tema final "Tsuki to Boku to Atarashii Jibun". Crunchyroll obtuvo la licencia de la serie fuera de Asia.